# Électronicien
Un électronicien est une personne exerçant un métier de la physique dans le domaine de l'électronique.

## Histoire
L'électronique est née avec la première diode en 1897.
Il y a quelques décennies[Quand ?] lors des débuts de l'électronique, le terme d'électronicien désignait pour le grand public, tout autant le concepteur en électronique, que le technicien chargé du montage, du dépannage, des appareils électroniques ou comportant de l'électronique.

## Description
Le métier d'électronicien désigne  :

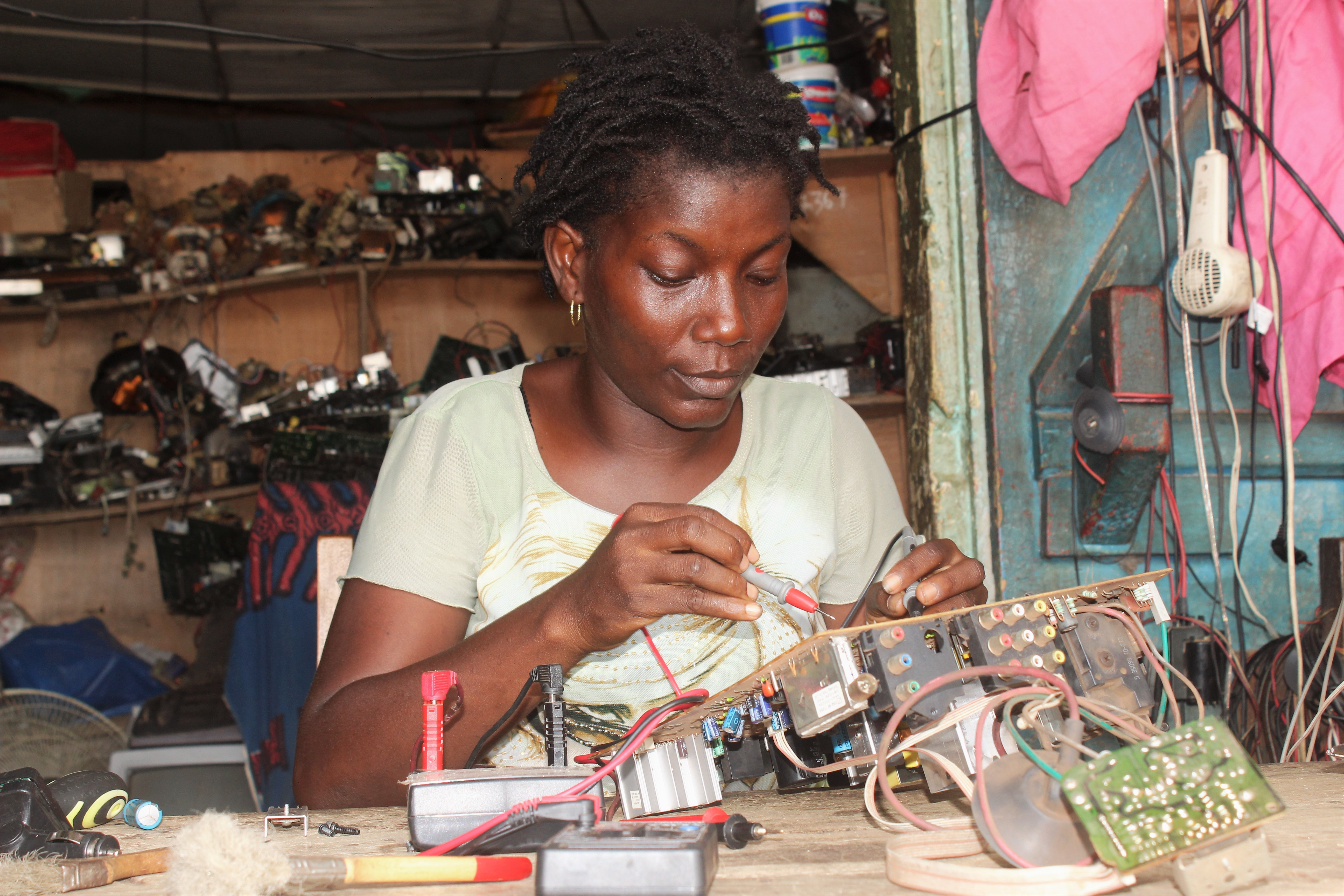
Cableuse en électronique en Côte d'Ivoire.

- un ingénieur en conception de circuits électroniques.
- un technicien spécialisé dans la fabrication ou la maintenance des appareils électroniques.
- Les cableurs, chargé du brasage de composants en fabrication manuelle.

Ces métiers, devant la complexification effrénée de l'électronique moderne, sont de plus en plus spécialisés :
- électronique analogique de : puissance, signal, basse fréquence, haute fréquence, hyperfréquence ;
- électronique numérique pour : automatique, informatique, transmission.